# Cher (folyó)
A Cher (IPA: [ʃɛr]) folyó Franciaország területén, a Loire bal oldali  mellékfolyója. 

## Földrajzi adatok
A folyó a Francia-középhegységben ered 700 méter magasan, Creuse megyében, Limoges-tól 80 km-re nyugatra. Kezdetben északnak tart, majd nagy ívben észak-északnyugatnak fordul, végül nyugatnak folyik, és Tours-tól 10 km-re nyugatra torkollik a Loire-ba. A hossza 367,8 km, vízgyűjtő területe 13 718 km². Közepes vízhozama 96 m³ másodpercenként.
Mellékfolyói a Tardes, Aumance, Yèvre és Sauldre.

## Megyék és városok a folyó mentén
- Creuse
- Allier: Montluçon
- Cher: Saint-Amand-Montrond, Vierzon
- Loir-et-Cher
- Indre-et-Loire: Tours